# Ballabriga
Ballabriga (aragonesisch Vallabriga) ist ein spanischer Ort in der Provinz Huesca der Autonomen Gemeinschaft Aragonien, der zur Gemeinde Beranuy gehört. Das Dorf auf 1160 Meter Höhe liegt circa drei Kilometer nördlich von Beranuy und hatte im Jahr 2019 drei Einwohner.

## Sehenswürdigkeiten
- Pfarrkirche San Estevo, erbaut im 19. Jahrhundert

## Weblinks

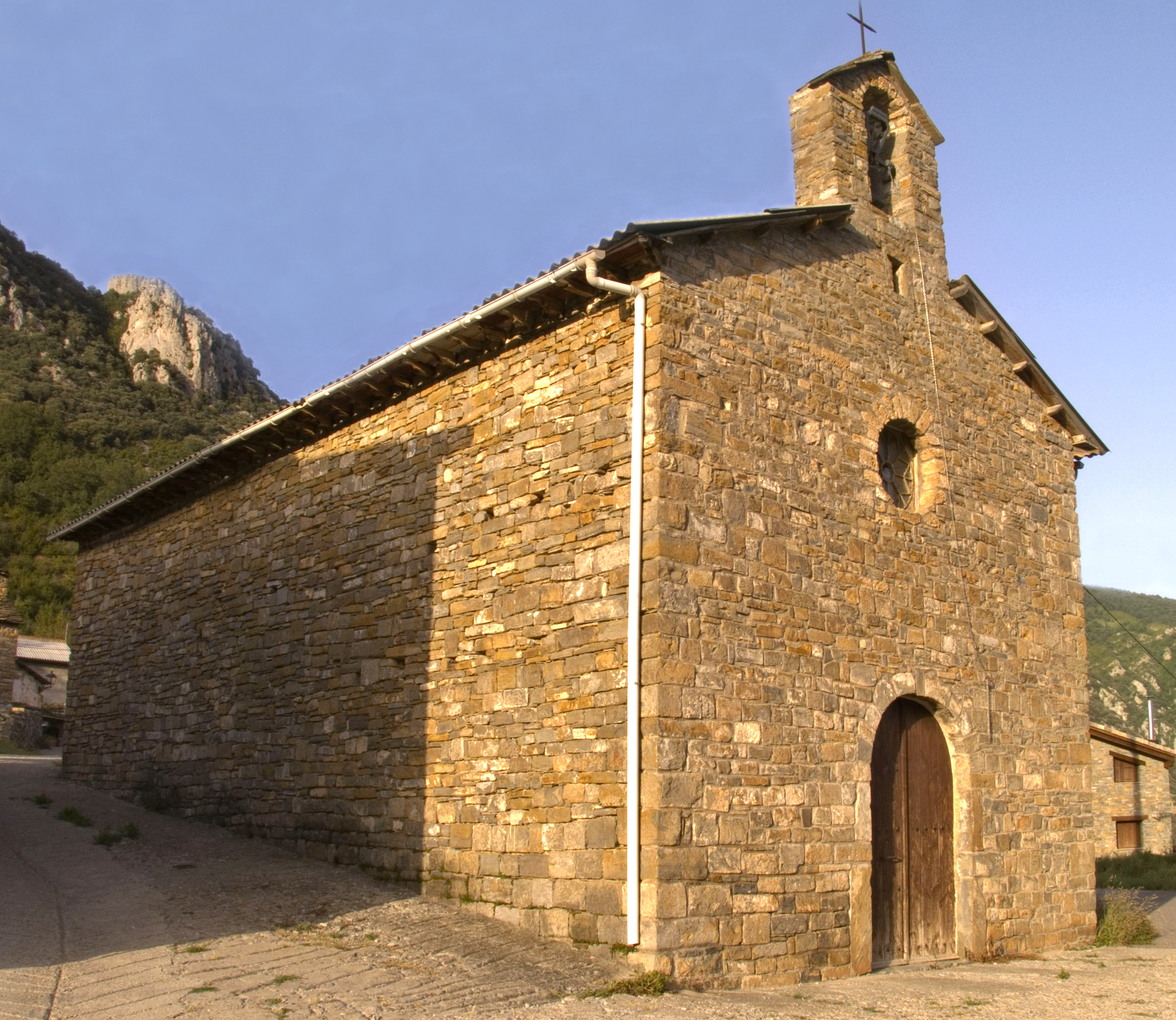
Kirche San Estevo